# Milizac-Guipronvel
Milizac-Guipronvel is een gemeente in het Franse departement Finistère (regio Bretagne). De plaats maakt deel uit van het arrondissement Brest. Milizac-Guipronvel is op 1 januari 2017 ontstaan door de fusie van de gemeenten Guipronvel en Milizac. Milizac-Guipronvel telde op 1 januari 2022 4.733 inwoners.

## Geografie
De oppervlakte van Milizac-Guipronvel bedroeg op 1 januari 2022 41,62 vierkante kilometer; de bevolkingsdichtheid was toen 113,7 inwoners per km².

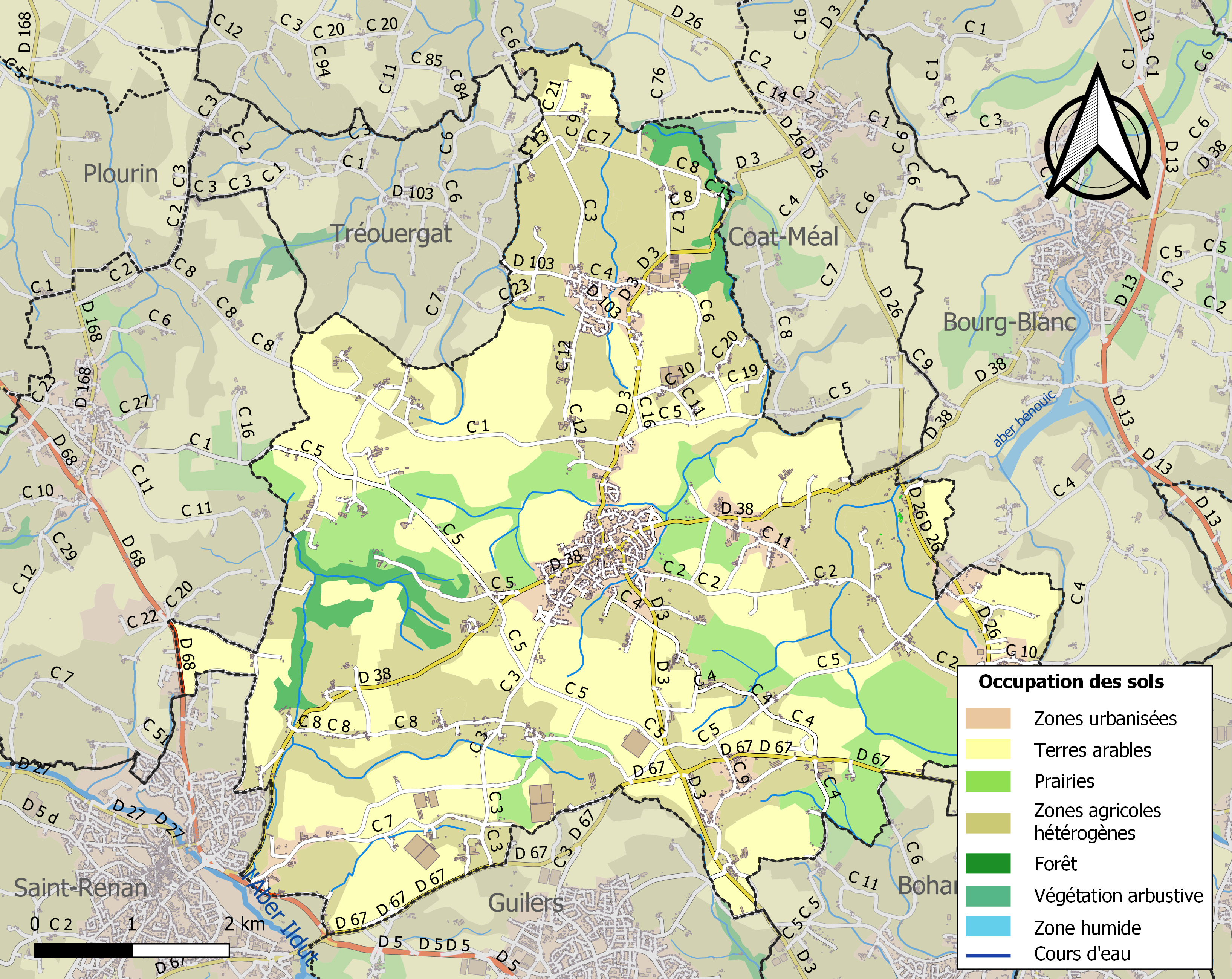
Kaart van de gemeente met belangrijkste infrastructuur, bodemgebruik en omliggende gemeenten